# لاسي براون
لاسي براون (بالفرنسية: Lasse Braun)‏ ‏(1936 - 16 فبراير 2015) هو مخرج ومنتج وكاتب إباحي إيطالي بدأ مسيرته الفنية سنة 1961.
حاصل على شهادة القانون من جامعة ميلانو، إشتُهر بإنتاجه أفلام إباحية من عشر دقائق.

## وصلات خارجية
- لاسي براون على موقع IMDb (الإنجليزية)
- لاسي براون على موقع ألو سيني (الفرنسية)
- لاسي براون على موقع قاعدة بيانات الأفلام السويدية (السويدية)
- لاسي براون على موقع إن إن دي بي (الإنجليزية)
- لاسي براون على موقع ديسكوغز (الإنجليزية)
- لاسي براون على موقع قاعدة بيانات الفيلم (الإنجليزية)
- لاسي براون على موقع كينوبويسك (الروسية)